# Баница (дем Лерин)
Вижте пояснителната страница за други значения на Баница.
Бàница (на гръцки: Βεύη, Веви, до 1926 година Μπάνιτσα, Баница) е село в Република Гърция, в дем Лерин (Флорина), област Западна Македония.

## География
Селото е разположено на 23 километра източно от демовия център Лерин (Флорина) в западното подножие на планината Малка Нидже на главния път от Солун за Лерин и Битоля.

## Етимология на името
Името на селото не е производно на тестеното изделие баница, а на баня.

## История

### Античност и Средновековие
На десетина километра югозападно от Баница, в Мала река над рудник „Баница“ са развалините на античната и средновековна крепост Кале.
В района на Баница са открити мраморно торсо от римския период и римски надгробни стели от ΙΙ – ΙΙΙ век.

### В Османската империя
Баница е едно от най-старите села в Леринско. Гробищната църква „Свети Николай“ в селото е построена и изписана в 1460 година. Селото се споменава за пръв път в османски дефтер от 1481 година под името Баница. В османски данъчни регистри на християнското население от вилаета Филорине от 1626 – 1627 година селото е отбелязано под името Баниче със 132 джизие ханета (домакинства).
В края на XVIII век Франсоа Пуквил, френски консул при Али паша Янински пише за Баница, че е „българско село със 120 семейства“. В 1848 година руският славист Виктор Григорович описва в „Очерк путешествия по Европейской Турции“ Баньци като българско село. В 1863 година австрийският консул Йохан Георг фон Хан в „Пътуване от Белград до Солун“, пише за Баница: „Баница, село със 130 български къщи.“ Александър Синве („Les Grecs de l’Empire Ottoman. Etude Statistique et Ethnographique“), който се основава на гръцки данни, в 1878 година пише, че в Банчи (Bantchi), Мъгленска епархия, живеят 450 гърци. В „Етнография на вилаетите Адрианопол, Монастир и Салоника“, издадена в Константинопол в 1878 година и отразяваща статистиката на населението от 1873 Баница (Banitza) е посочено като село с 200 домакинства с 604 жители българи.
В 1889 година Стефан Веркович пише за Баница:
| „ | На север от тук [от Кирли дервент] на половин час разстояние, на равно планинско място е разположено село Баница с 50 български къщи, от които се взимат 7250 пиастри данък и 2850 пиастри инание-аскерие. Жителите му се занимават със земеделие и скотовъдство. Тук има един хан и два магазина. През селото минава пътят от Битоля за Солун. Тук има телеграфна и пощенска станция. | “ |

Според статистиката на Васил Кънчов („Македония. Етнография и статистика“) в 1900 година Баница има 1650 жители българи.
На Етнографската карта на Битолския вилает на Картографския институт в София от 1901 година Баница е чисто българско село в Леринската каза на Битолския санджак с 265 къщи.
Баница е чисто екзархийско чифлишко село. По данни на секретаря на екзархията Димитър Мишев („La Macédoine et sa Population Chrétienne“) в 1905 година в селото има 2000 българи екзархисти и функционират две български училища – основно и прогимназиално.
Баничани участват активно в съпротивата на ВМОРО срещу османската власт. Първият комитет в селото е основан в края на 90-те години на XIX век от Георги Попхристов и Даме Груев. През 1903 година край селото загиват войводите Георги Папанчев, Евстрати Дачев, Васил Попов и Силян Пардов и 13 техни четници. През юли 1905 година селото е нападнато от голяма андартска чета. Едновременно срещу тях огън откриват местната селска чета на ВМОРО и пристигналата турска войска. След като андартите са разбити и се разбягват, турският аскер влиза в селото и арестува и убива няколко души българи.
При избухването на Балканската война в 1912 година 25 души от Баница са доброволци в Македоно-одринското опълчение.
През 1911 година емигранти от селото основават Баничкото спомагателно дружество „Надежда“ в Торонто, Канада (на английски: Banitza Benevolent Society).

### В Гърция
След Междусъюзническата война селото остава в Гърция. Боривое Милоевич пише в 1921 година („Южна Македония“), че Баница има 400 къщи славяни християни. Баница за кратко е освободено от българската армия по време на Първата световна война, за да бъде отново върнато в Гърция по Ньойския договор. През 1926 година Баница е преименувано на Веви. В 1922 година под Баница в югозападна посока е построено малко селище, в което са заселени гръцки бежанци от Мала Азия, и което днес се нарича Като Веви и се смята за квартал на Баница.
На 15 ноември 1931 година началникът на полицията в Баница изпраща в Лерин доклад със списък на „доказаните българи“ първенци в селото, оглавен от Никола Малинов, обвинени, че са членове на нелегална революционна организация, като срещу един от тях – Кръстьо Манов е започнало съдебно дирене. Според гръцки жандармерийски документ от 1932 година във Веви живеят 323 българогласни семейства, 203 от които „българомислещи с изявено българско съзнание“. В жандармерийски документ от 1939 година Баница, заедно с района на Преспа е посочена като селище, на което трябва да се обърне най-сериозно внимание в борбата с „българомислещите“.

### Втората световна и Гражданската война
След разгрома на Гърция от Нацистка Германия през април 1941 година в Баница селяните установяват българска администрация, макар селото да остава в Гърция. Баничани не допускат гръцка жандармерия и при стълкновението са убити трима полицаи, след което жителите на селото заявяват на германските военни власти, че „са българи и не желаят друга власт, освен българска“. През 1942 година делегация от Леринско изнася изложение молба до Богдан Филов, в което заявява: 
| „ | В село Баница са арестувани и жестоко бити от гърците със съдействието на германците 34 души, един осъден на смърт и присъдата изпълнена. Две къщи изгорели. | “ |

Баничани участват активно и в създадените от Централния българомакедонски комитет чети за защита от гръцките паравоенни организации в Егейска Македония.
След изтегянето на германците в 1946 година 200 души от Баница са съдени за членство в Охрана от Леринския съд, като 9 от тях са осъдени на смърт.
В дописка от 31 март 1945 година гръцкият вестник „Фос“ пише:
| „ | Българите и комунистите продължават дейността си за автономията на Македония. Център на тази дейност не е само Суровичево, но и селата Екши Су, Агиос Пантелеймонас и Веви. От самите имена на водачите се установява ясно сътрудничество между комунистите и българите. Това са някогашните фактори на българската тайна полиция и водачи на българското движение в този край. | “ |

В 1945 година в Баница има 2680 българофони, от които 1900 с „негръцко национално съзнание“, 280 с „гръцко“ и 500 с „неустановено национално съзнание“.
В Гражданската война жителите на Баница се сражават на страната на Демократичната армия на Гърция и след загубата нова вълна баничани се изселват в Югославия и Албания.

### След войните
През 60-те години голяма част от жителите му емигрират – към Германия, Австралия и Канада. Масовата емиграция продължава до 70-те години на XX век. Според различни изчисления в Канада живеят около 6500 баничани и техни потомци, в Австралия – 2500, в Северна Македония 2000.
В планината над Баница е разположен рудникът Веви, който е открит през 1980-те. Рудникът дава висококачествен лигнит и осигурява много работни места в селото.
Според изследване от 1993 година селото е чисто „славофонско“ и „македонският език“ в него е запазен на средно ниво.
В селото има няколко църкви – „Свети Георги“ (1910), „Свети Атанасий“, „Свети Пророк Илия“ (1918), „Свети Димитър“ и гробищната „Свети Николай“ (XVI век). Съборът му е на Гергьовден. В селото има силогос „Баница“, спортен клуб „Македоникос“ и фолклорна асоциация.
| Име            | Име             | Ново име         | Ново име          | Описание                                        |
| -------------- | --------------- | ---------------- | ----------------- | ----------------------------------------------- |
| Големи дол     | Γκολέμι Ντόλ    | Химарос          | Χείμμαρος         | връх в Радош на ЮЗ от Баница (851,6 m)          |
| Дервент        | Ντέρβεν         | Дриадес          | Δρυάδες           | местност в Радош на ЮЗ от Баница                |
| Река           | Ρέκα            | Потами           | Ποτάμι            |                                                 |
| Смалич         | Σμάλιτς         | Хамодендра       | Χαμόδενδρα        | местност в Радош на ЮЗ от Баница                |
| Байрако        | Μπαϊράκο        | Лаварон          | Λάβαρον           | връх в Радош на ЮЗ от Баница (1009 m)           |
| Нерейци        | Νερέϊτσι        | Потистрес        | Ποτίστρες         | местност и връх в Радош на ЮЗ от Баница (744 m) |
| Бейч           | Μπέϊτς          | Коцопулу         | Κωτσοπούλου       | възвишение на СИ от Баница                      |
| Големо клепало | Γκολέμο Κλέπαλο | Ипологаху Холери | Υπολοχαγού Χολέρη | връх на И от Баница (997,5 m)                   |

### Преброявания
- 1913 – 1617 жители
- 1920 – 1653 жители (524 семейства)
- 1928 – 1995 жители
- 1940 – 2245 жители
- 1951 – 2062 жители
- 1961 – 2105 жители
- 1971 – 1049 жители
- 1981 – 806 жители
- 1991 – 753 жители
- 2001 – 688 жители
- 2011 – 663 жители

## Личности
В Баница са родени редица видни български дейци, сред които най-известни са българските революционери Алексо Джорлев (1878 - 1914), Дзоле Стойчев (1867 - 1909), Илия Которкин (1884 - 1934). От Баница са и гъркоманските дейци Доно Холеров (80-те години на XIX век - 1913) и Ставро Кочев (70-те години на XIX век - ?), както и комунистическият деец и активист на славяномакедонските структури в Гърция Ставро Кочев  (1910 - 1976).